# Eusebius von Brandt

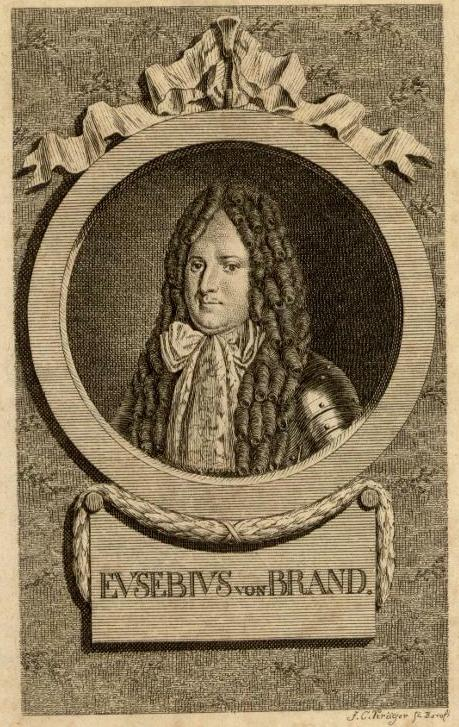
Eusebius von Brandt (1642–1796)

Eusebius von Brandt (* 3. September 1642 in Wutzig in der Neumark; † 26. März 1706 in Berlin), kurbrandenburgisch-preußischer Diplomat und Staatsmann.

## Leben

### Familie
Eusebius von Brandt war Angehöriger des brandenburgischen Adelsgeschlechts Brandt und ein Sohn des kurbrandenburgischen Geheimrats, neumärkischen Kanzler und Direktors der neumärkischen Amtskammer, sowie Erbherrn auf Hermsdorf und Wutzig, Christian von Brandt († Mai 1663) und der Gertrud von Rühlicke aus dem Hause Gralow. Seine Brüder waren Christoph von Brandt (1630–1691), kurbrandenburgisch-preußischer Diplomat und Staatsmann, Ludwig von Brandt (1640–1711), kurbrandenburgisch-preußischer Geheimer Rat und Kanzler der Neumark, Wilhelm von Brandt (1644–1701), kurbrandenburgisch-preußischer Generalleutnant, Gouverneur zu Küstrin und Wirklicher Geheimer Kriegsrat, Friedrich von Brandt, kurbrandenburgisch-preußischer Geheimer Rat und Gesandter schließlich Paul von Brandt (1650–1697) kurbrandenburgisch-preußischer Generalmajor. Eusebius vermählte sich 1681 mit Augusta Elisabeth von Canitz (1659–1722), Tochter des Melchior Friedrich Freiherr von Canitz († 1685).

### Werdegang
Brandt studierte von 1660 bis 1664 Jura und Theologie in Frankfurt. Hierauf folgte ein Aufenthalt in Posen zur Vertiefung seiner bereits im Elternhaus erworbenen polnischen Sprachkenntnisse im Jahr 1665, dem sich eine Kavaliertour durch Frankreich und England unmittelbar anschloss.
In London wurde er zunächst seinem Bruder Christoph zur Seite gestellt um das diplomatische Handwerk zu erlernen.
Im August 1666 wurde er Kammerjunker und im Februar 1670 Resident in Warschau. Von dort wurde er bereits im Dezember zurückberufen, was im Zusammenhang der Verhaftung und Heimführung von Christian Ludwig von Kalckstein und der damit verbundenen Proteste Polens einzuordnen ist. Die diplomatischen Verwerfungen waren erheblich, erst 1672 konnte er an den Hof zurückkehren.
Brand avancierte 1675 zum Oberkommissar sowie 1676 zum Legationsrat und Legationsmarschall der brandenburgischen Gesandtschaft in Nimwegen. Von 1677 bis 1683 war er nach einander Hofmarschall bzw. Hofmeister der Königinnen Elisabeth und Sophia Charlotte. 1695 wurde Brandt Wirklicher Geheimer Rat.